# MOA-2011-BLG-293Lb
MOA-2011-BLG-293Lbは、MOA-2011-BLG-293Lの周りを公転する太陽系外惑星である。

## 概要
MOA-2011-BLG-293Lbは、地球から23320光年(7150pc)離れた位置にある。これは2012年現在、最も遠くにある太陽系外惑星である。太陽系外惑星の多くは地球から300光年以内にあり、1万光年より遠くにあるとされる惑星は、760個を超える惑星の中で14個しか発見されていない。
MOA-2011-BLG-293Lbは重力マイクロレンズ法で観測されたため、惑星に関する多くの情報が不明である。親星であるMOA-2011-BLG-293Lでさえ、詳しいデータはほとんどない。ただし、惑星の質量は恐らく木星型惑星の数値である事は、重力マイクロレンズ効果から分かっている。